# 브룩클린의 나무 성장
브룩클린의 나무 성장(A Tree Grows In Brooklyn)은 미국에서 제작된 일리아 커잰 감독의 1945년 드라마 영화이다. 도러시 맥과이어 등이 주연으로 출연하였고 루이 D. 라이턴 등이 제작에 참여하였다. 1943년 소설 A Tree Grows In Brooklyn을 각색한 작품이다.

## 출연

### 주연
- 도러시 맥과이어
- 조앤 블론델

### 조연
- 제임스 던
- 로이드 놀런
- 제임스 글리슨
- 테드 도널드슨
- 페기 앤 가너
- 루스 넬슨
- 존 알렉산더
- B.S. 풀리
- 보로시 페리케
- 찰스 홀턴
- 바비 번스
- 테디 인퓨어
- 미키 쿤
- J. 패럴 맥도널드
- 메이 마시
- 콘스턴스 퍼디
- 니컬러스 레이
- 아트 스미스
- 윌리엄 스미스
- 글로리아 탤벗
- 파울 바이겔

## 제작진
- 세트: 토머스 리틀
- 의상: 보니 캐신